# Ibrahim Aoudou
Ibrahim Aoudou (ur. 23 sierpnia 1955 w Mbalmayo, zm. 19 kwietnia 2022 tamże) – kameruński piłkarz, występował na pozycji obrońcy.

## Życiorys
Karierę rozpoczynał w Canonie Jaunde. Zdobył z tym klubem Puchar Afrykańskiej Ligi Mistrzów w 1978 i 1980 roku, a także Mistrzostwo Kraju w 1979 i 1980 roku. Następnie przeniósł się do Francji, by reprezentować barwy AS Cannes. Karierę zakończył w sezonie 1985/1986 w Besançon RC. W pożegnalnym sezonie rozegrał 22 mecze.
Ma za sobą występy na Mistrzostwach Świata 1982, na których rozegrał wszystkie 3 mecze, a w spotkaniu z Polską został ukarany żółtą kartką. Brał udział w pierwszym wygranym przez „Nieposkromione Lwy” Pucharze Narodów Afryki w 1984 roku. Zaliczył również udział w kolejnym PNA, 1986, na którym Kamerun zajął 2. miejsce, przegrywając w finale z Egiptem, 4:5, po serii rzutów karnych.